# Protithona fugitivana
Protithona fugitivana är en fjärilsart som beskrevs av Edward Meyrick 1882c. Protithona fugitivana ingår i släktet Protithona och familjen vecklare. Inga underarter finns listade i Catalogue of Life.